# RAP1B
RAP1B (англ. RAP1B, member of RAS oncogene family) – білок, який кодується однойменним геном, розташованим у людей на короткому плечі 12-ї хромосоми.  Довжина поліпептидного ланцюга білка становить 184 амінокислот, а молекулярна маса — 20 825.
| 10         |  | 20         |  | 30         |  | 40         |  | 50         |
| ---------- |  | ---------- |  | ---------- |  | ---------- |  | ---------- |
| MREYKLVVLG |  | SGGVGKSALT |  | VQFVQGIFVE |  | KYDPTIEDSY |  | RKQVEVDAQQ |
| CMLEILDTAG |  | TEQFTAMRDL |  | YMKNGQGFAL |  | VYSITAQSTF |  | NDLQDLREQI |
| LRVKDTDDVP |  | MILVGNKCDL |  | EDERVVGKEQ |  | GQNLARQWNN |  | CAFLESSAKS |
| KINVNEIFYD |  | LVRQINRKTP |  | VPGKARKKSS |  | CQLL       |  |            |

A: Аланін

C: Цистеїн

D: Аспарагінова кислота

E: Глутамінова кислота

F: Фенілаланін

G: Гліцин

I: Ізолейцин

K: Лізин

L: Лейцин

M: Метіонін

N: Аспарагін

P: Пролін

Q: Глутамін

R: Аргінін

S: Серин

T: Треонін

V: Валін

W: Триптофан

Білок має сайт для зв'язування з нуклеотидами, ГТФ. 
Локалізований у клітинній мембрані, цитоплазмі, мембрані, клітинних контактах.